# John G. Davis

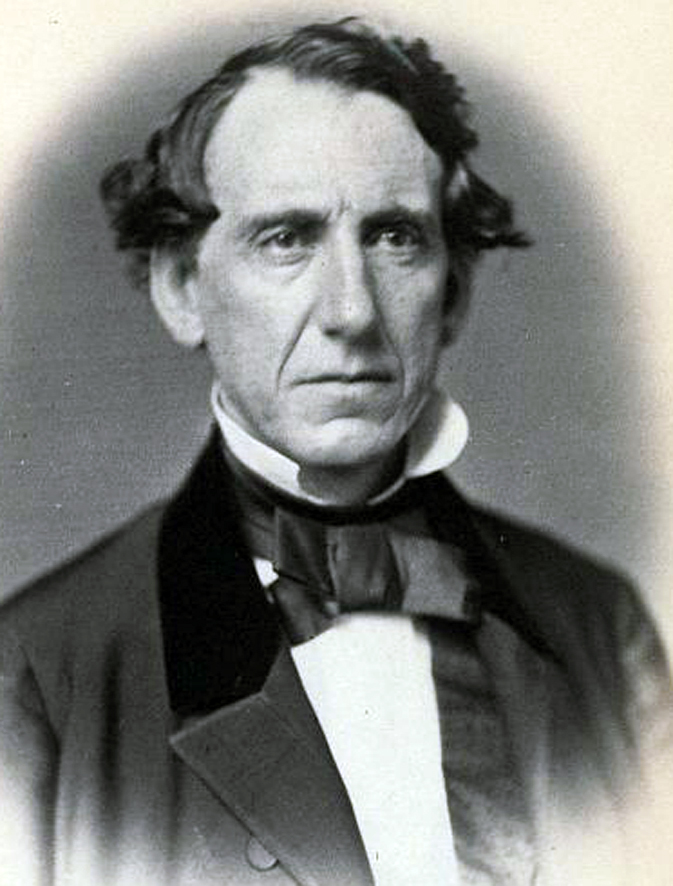
John G. Davis (1859)

John Givan Davis (* 10. Oktober 1810 bei Flemingsburg, Fleming County, Kentucky; † 18. Januar 1866 in Terre Haute, Indiana) war ein US-amerikanischer Politiker. Zwischen 1851 und 1861 vertrat er zweimal den Bundesstaat Indiana im US-Repräsentantenhaus.

## Werdegang
Im Jahr 1819 kam John Davis mit seinen Eltern nach Rockville in Indiana, wo er die öffentlichen Schulen besuchte. Danach arbeitete er zunächst in der Landwirtschaft. Zwischen 1830 und 1833 war Davis als Sheriff Polizeichef im Parke County. Von 1833 bis 1850 fungierte er als Gerichtsdiener am dortigen Bezirksgericht. Politisch schloss er sich der Demokratischen Partei an. Bei den Kongresswahlen des Jahres 1850 wurde Davis im siebten Wahlbezirk von Indiana in das US-Repräsentantenhaus in Washington, D.C. gewählt, wo er am 4. März 1851 die Nachfolge von Edward W. McGaughey antrat. Nach einer Wiederwahl konnte er bis zum 3. März 1855 zwei Legislaturperioden im Kongress absolvieren. Diese waren von den Ereignissen im Vorfeld des Bürgerkrieges geprägt. Im Jahr 1854 verlor Davis gegen Harvey D. Scott von der Opposition Party.
Bei den Wahlen des Jahres 1856 wurde Davis erneut im siebten Distrikt in den Kongress gewählt, wo er am 4. März 1857 Scott wieder ablöste. Da er im Jahr 1858 in seinem Mandat bestätigt wurde, konnte er bis zum 3. März 1861 zwei weitere Legislaturperioden im US-Repräsentantenhaus verbringen. Dort erlebte er Anfang 1861 den Austritt der Südstaaten aus der Union und die damit verbundene Eskalation der Ereignisse unmittelbar vor Ausbruch des Bürgerkrieges. 1860 verzichtete Davis auf eine erneute Kongresskandidatur. In den folgenden Jahren war er in Montezuma im Handel tätig. Später zog er nach Terre Haute, wo er im Kurzwarenhandel arbeitete. Dort ist er am 18. Januar 1866 auch verstorben.